# Cultura de les grans planúries americanes
Els indis de les planures són els indis que viuen a les Grans planures de Nord Amèrica. El seu apogeu va durar des d'aproximadament 1750 al 1890.
Els indis de les planures es divideixen en dos grans grups: El primer grup eren completament nòmades, que seguien les bandades de bisons. Es diu que van formar part de la cultura del Búfal (algunes vegades anomenades erròniament: Cultura de les grans planúries). Algunes tribus ocasionalment lligades a l'agricultura del tabac i el blat de moro principalment són: Els blackfoot, arapaho, assiniboines, xeiene, comanxe, crow, atsina, kiowa, lakota, lipan, kiowa apache, plains cree, sarsi, xoixoni, i tonkawa.
El segon grup d'indis de les planures (algunes vegades anomenats indis de les praderies), Són tribus semi-sedentàries, vivien de la caça del bisó, i del conreu del blat de moro. Aquestes incloïen arikara, tribu iowa ioway, tribu kaw kansa, mandan, omaha, osage, otoe, pawnee, ponca, i wichita.

## Cultura

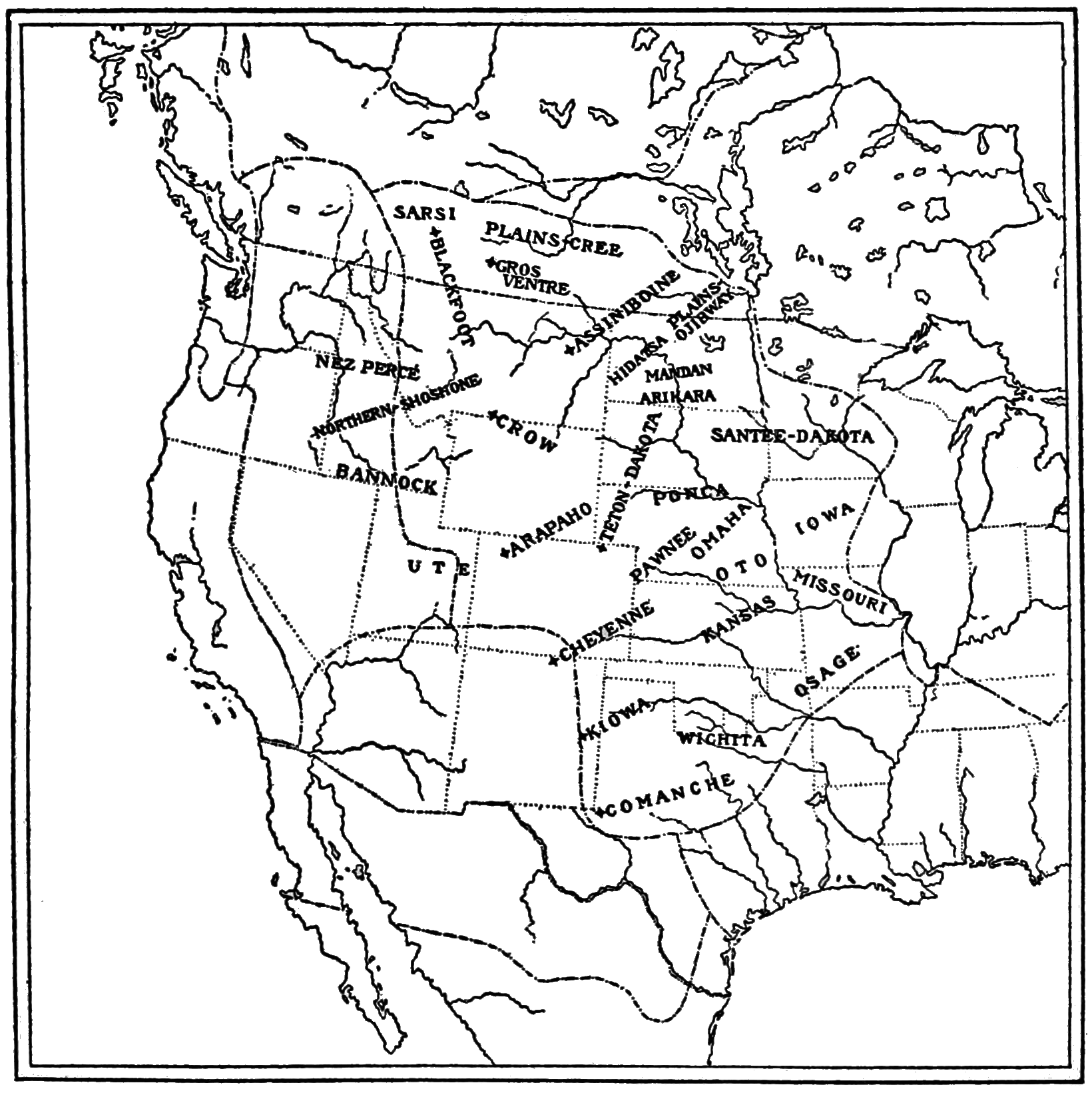
Territoris dels indis de les planes, i començaments del s. XIX. Nota: Xoixons, Nez Percé, i Tribu Ute no eren considerats indis de les planes

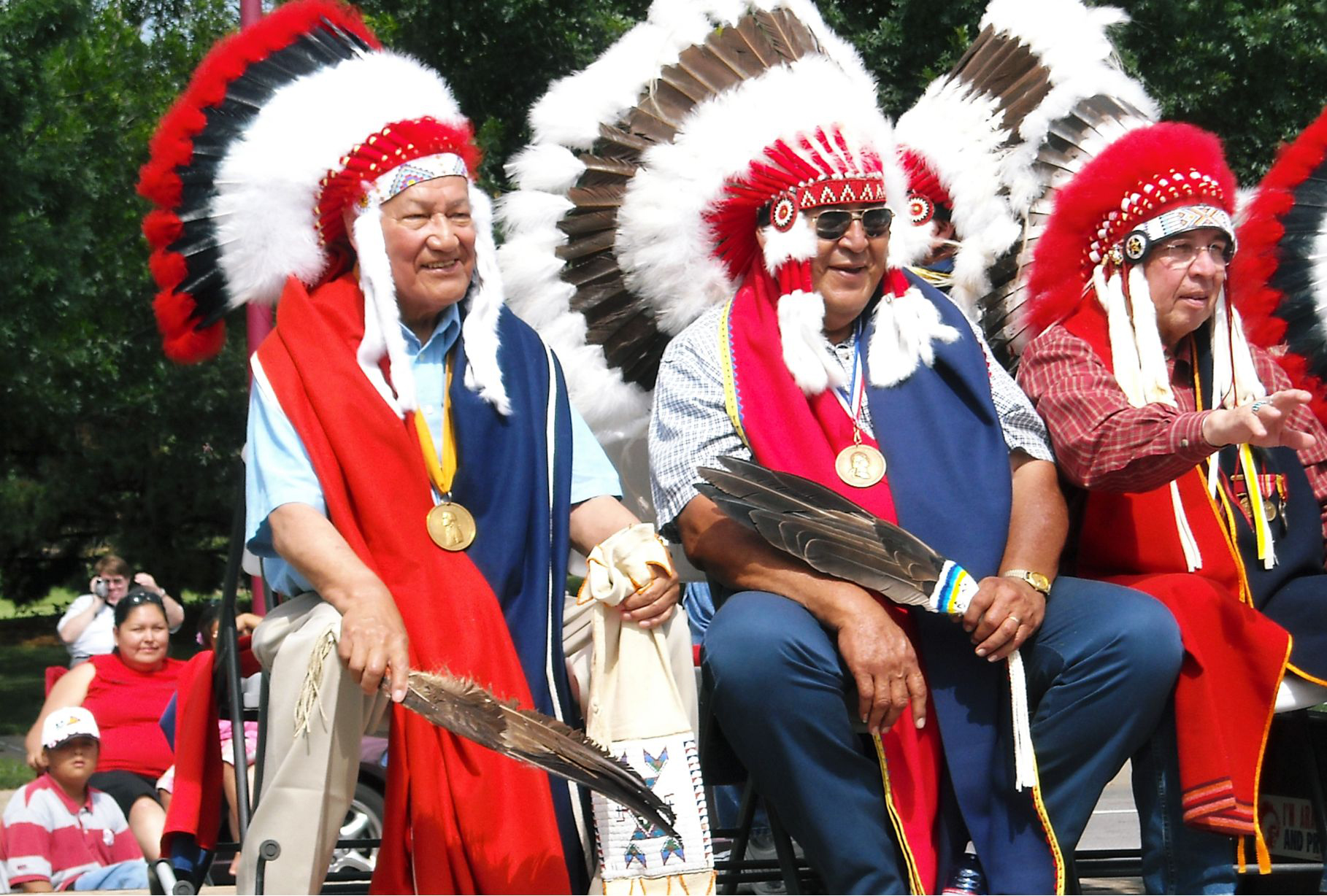
Caps xeienes del sud Lawrence Hart, Darryl Flyingman i Harvey Pratt a Oklahoma City, 2008

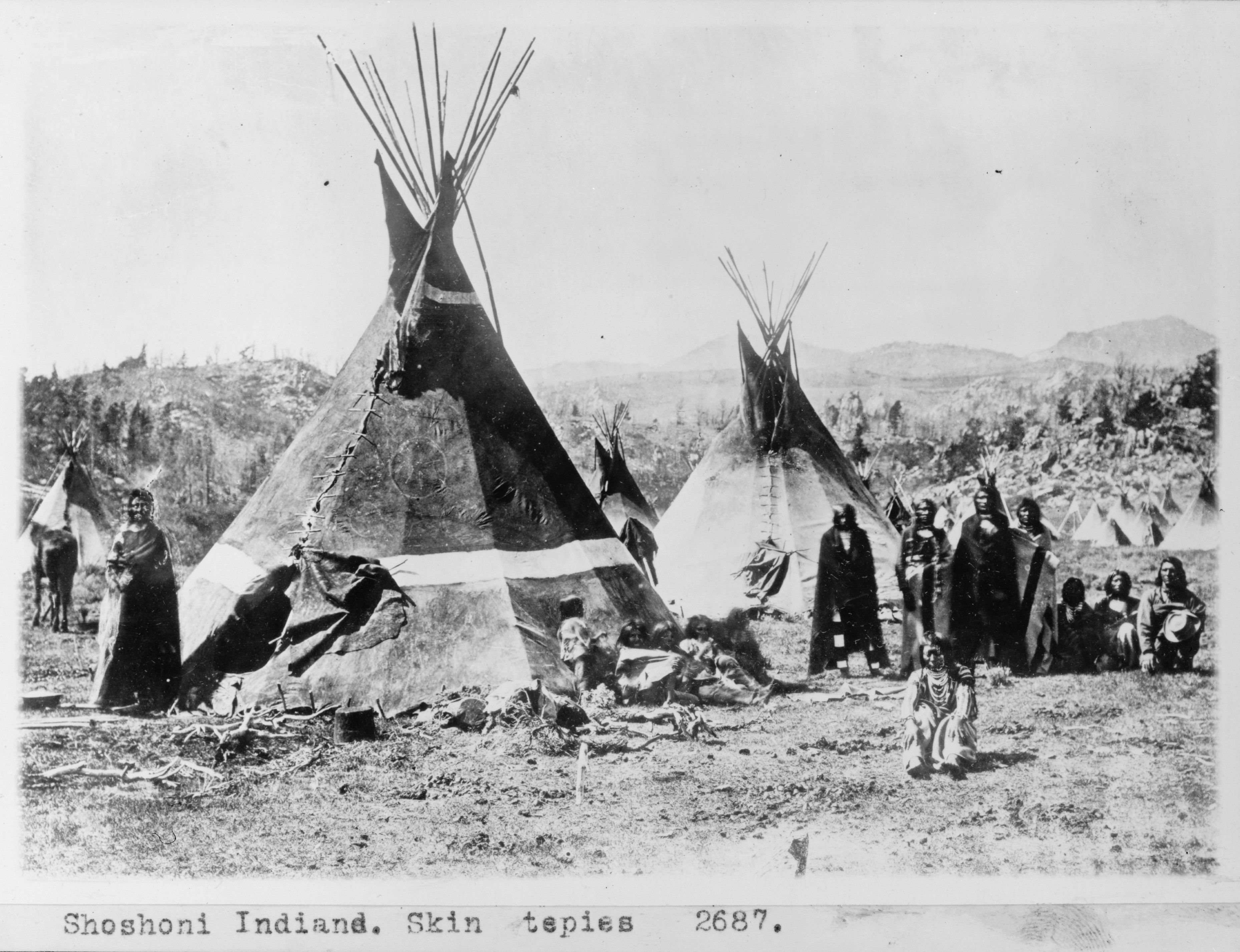
Shoshone al voltant del seu tipi, sobre el 1890

Les tribus nòmades sobrevivien amb la caça, i el bisó va ser la seva principal font d'alimentació. El búfal americà o simplement búfal s'usa comunament per a referir-se al bisó americà. Aquests animals van ser la principal font d'aliment i matèries primeres per a l'elaboració de tota classe d'eines, utensilis, roba, etc. Totes les parts del bisó eren utilitzades.
Les tribus migraven seguint la migració del bisó. Els indis de les planúries vivien en tipis, tendes de campanya fetes amb pell i troncs que eren fàcilment muntades i desmuntades, seguint els bisons en les seves caceres. Els indis de les planúries van adoptar el cavall en les seves caceres a principis del segle xvii quan agafaven cavalls escapats que havien estat introduïts pels Espanyols.

## La cacera a les planúries

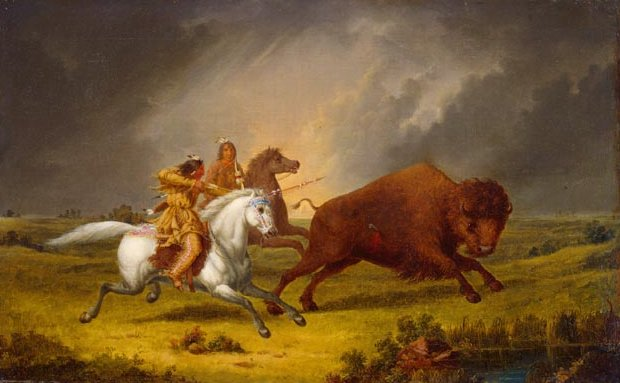
"Assiniboine caçant un búfal", quadre de Paul Kane

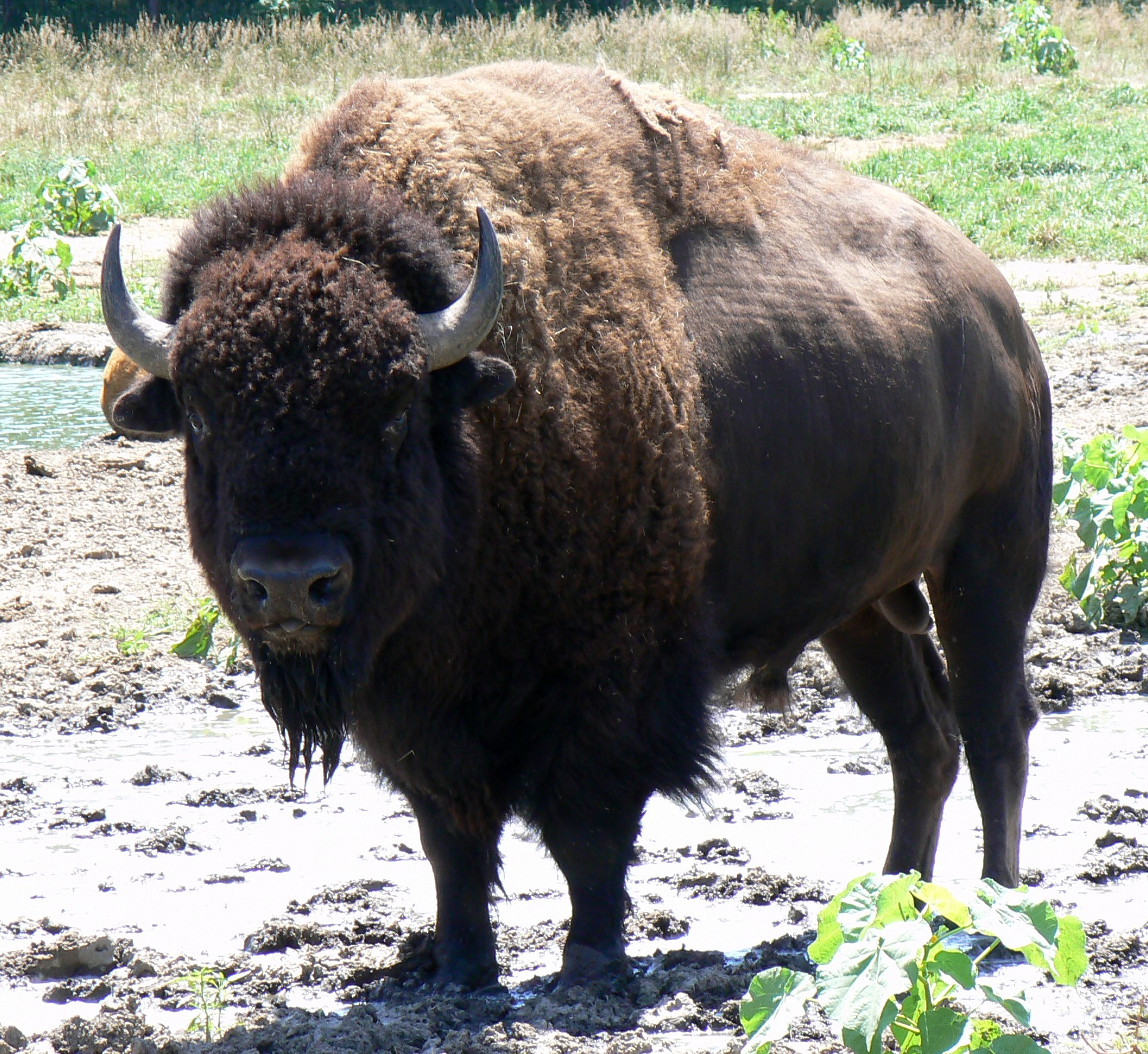
Bisó americà

Planturies la vida normal entre pleneduries i enpleneduries. Encara que també caçaven altres animals com l'ant o antílop, el bisó era la principal font d'aliment a tot l'àrea. Abans que s'introduïssin els cavalls, la caça del bisó era una feina complicada.was. Els nadius americans acorralaven els bisons, i els dirigien cap a penya-segats on eren més fàcil de matar. Una tècnica usada comunament era el mètode Piskin. Els homes de la tribu construïen un corral on eren dirigits els bisons per a ser caçats. Això s'aconseguia construint una tanca en forma de V feta de troncs i pedres. Els bisons eren conduïts cap a la trampa per un home de la tribu disfressat amb una pell de bisó i imitant el bram del bisó. Les armes que utilitzaven els indis de les praderes eren espases, arcs i diferents tipus de porres. Quan es va introduir el cavall, la cacera va ser més fàcil. Amb els cavalls els indis podien córrer a la velocitat del bisó i caçar-lo molt de prop. Van adaptar els arcs a aquest tipus de cacera reduint la seva llargària per poder usar-los des de la muntura del cavall. Les estacions de cacera eren principalment la tardor, la primavera i l'estiu. A l'hivern la neu i les tempestes feien quasi impossible la cacera.
atives were generally no longer able to hunt for food, so they took up other means of subsistence.

## La religió de les grans planúries

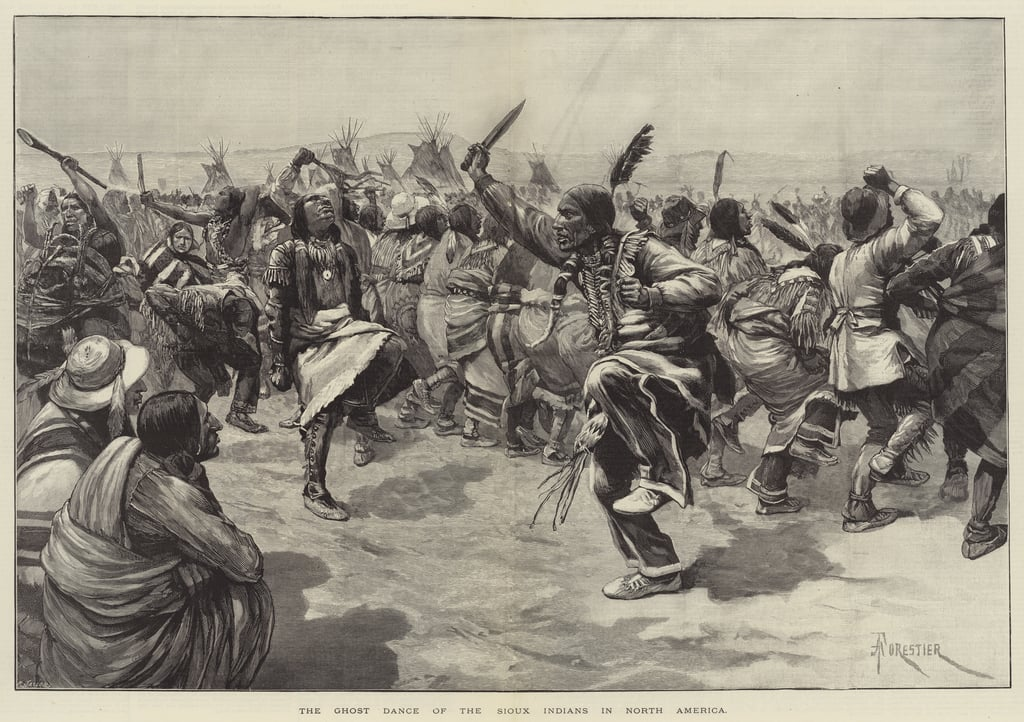
Dansa dels esperits sioux

Els indis de les grans planúries no seguien una única religió. La religió Animista va ser part important de la vida dels indis de les grans planúries, ja que creien que les coses estaven posseïdes per esperits. Veneraven un deu principal, en la llengua dels sioux wakan tanka (el gran esperit). El Gran Esperit tenia el poder sobre tot el que existia i els indis creien que adorant-lo podien ser més forts. La Terra també era important, ja que era considerada la mare de tots els esperits. S'adorava als esperits cada dia. Es feien pregàries solitàries i d'altres vegades en grup. La part més important d'aquestes cerimònies era la Dansa del Sol on els participants dansaven durant quatre dies al voltant d'un objecte sagrat, incús es podia arribar a l'autolesió durant la pregària. Pensaven que l'auto-sacrifici encoratjava els esperits poderosos a ajudar-los i defensar-los.
Hi havia persones beneïdes que eren anomenades Xaman. Els xamans rebien respostes i signes del Gran Esperit i eren capaços d'interpretar-les. Els xamans tenien un gran poder, eren encarregats de guarir les persones, convencent-les que no estaven malaltes o oferint-les drogues. Els xamans eren molt importants, ja que decidien quan caçar. Els indis de les praderes també pensaven que ni havia objectes amb poders espirituals. Un d'aquests objectes especials era el sac d'herbes que normalment acompanyava els xamans i que tenia la capacitat de protegir el seu propietari.

## Pobles indígenes de les Grans Planures
Els pobles indígenes de les Grans Planes sovint es divideixen en tribus de les planes del nord i del sud.
- Anishinaabe (anishinape, anicinape, neshnabé, nishnaabe) 
  - Saulteaux (Nakawē), Manitoba, Minnesota i Ontario; més tard Alberta, Colúmbia Britànica, Montana, Saskatchewan
- Apatxe
  - Lipans, Nou Mèxic, Texas
  - Apatxe kiowa), Oklahoma
  - Querechos, Texas
- Arapaho (Arapahoe), abans Colorado, actualment Oklahoma i Wyoming
  - Besawunena
  - Nawathinehena
- Arikares (Arikaree, Arikari, Ree), Dakota del Nord
- Atsina (Gros Ventre), Montana
- blackfoot
  - Kainai (Káínaa, Blood), Alberta
  - Northern Peigan (Aapátohsipikáni), Alberta
  - Blackfeet, Southern Piegan (Aamsskáápipikani), Montana
  - Siksika (Siksikáwa), Alberta
- Xeienes, Montana, Oklahoma
  - Suhtai, Montana, Oklahoma
- Comanxes, Oklahoma, Texas
- Cree de les planes, Montana
- Crows (Absaroka, Apsáalooke), Montana
- Escanjaques, Oklahoma
- Hidatses, Dakota del Nord
- Iowa (Ioway), Kansas, Nebraska, Oklahoma
- Kaw (Kansa, Kanza), Oklahoma
- Kiowes, Oklahoma
- Mandans, Dakota del Nord
- Métis, Dakota del Nord, Manitoba, Saskatchewan, Alberta
- Missouria (Missouria), Oklahoma
- Omaha, Nebraska
- Osages, Oklahoma, antigament Arkansas, Missouri
- Otoe (Oto), Oklahoma, antigament Missouri
- Pawnees, Oklahoma
  - Chaui, Oklahoma[1]
  - Kitkehakhi, Oklahoma[1]
  - Pitahawirata, Oklahoma[1]
  - Skidi, Oklahoma[1]
- Ponca, Nebraska, Oklahoma
- Quapaws, antigament Arkansas, Oklahoma
- Sioux
  - Dakotes, Minnesota, Montana, Nebraska, Dakota del Nord, South Dakota, Manitoba, Saskatchewan
    - Santee, Nebraska
    - Yankton, South Dakota
    - Yanktonai, antigament Minnesota, currently Montana, Dakota del Nord, and South Dakota

  - Lakotes (Teton), Montana, Dakota del Nord, South Dakota, Saskatchewan
    - Sičháŋǧu (Brulé, Burned Thighs)
    - Oglála (Scatters Their Own)
    - Itázipčho (Sans Arc, No Bows)
    - Húŋkpapȟa (Hunkpapa)
    - Mnikȟówožu (Miniconjou)
    - Sihásapa (Blackfoot Sioux)
    - Oóhenuŋpa (Two Kettles)

  - Nakoda (Stoney), Alberta
  - Nakota, Assiniboines (Assiniboin), Montana, Saskatchewan
- Teyas, Texas
- Tonkawes, Oklahoma
- Tsuu T’ina, (Sarcee, Sarsi, Tsuut’ina), Alberta
- Wichites, Oklahoma, abans Texas i Kansas
  - Kitsais, Texas, Oklahoma
  - Rayados, Kansas
  - Taovaya, Texas, Oklahoma
  - Tawakoni, Texas, Oklahoma
  - Waco, Texas, Oklahoma

## Més informació
- "American Indian Contributions To Science and Technology" Arxivat 2008-10-29 a Wayback Machine., Chris R. Landon, Portland Public Schools, 1993
- "Buffalo and the Plains Indians", South Dakota State Historical Society Education Kit
- Carlson, Paul H. The Plains Indians. College Station: Texas A&M University Press, 1998. ISBN 0-89096-828-4
- Taylor, Colin E. The Plains Indians: A Cultural and Historical View of the North American Plains Tribes of the Pre-Reservation Period. New York: Crescent Books, 1994. ISBN 0-517-14250-3